# Attività dell'acqua
L'attività dell'acqua ({\displaystyle a_{W}}) è un concetto delle tecnologie di trasformazione e conservazione degli alimenti che indica il rapporto tra la pressione di vapore dell'acqua in un certo materiale e la pressione di vapore dell'acqua pura.
Dal punto di vista puramente descrittivo, è un indice relativo alla disponibilità d'acqua in un determinato prodotto, libera da particolari legami con altri componenti (espressa in un valore adimensionale compreso tra 0 e 1) e che è utilizzabile per reazioni chimiche e biologiche.

## Stabilità degli alimenti
La proliferazione microbica rappresenta una delle più importanti e pericolose cause di alterazione  (nel senso di trasformazione spontanea indesiderata) degli alimenti.
I microrganismi per moltiplicarsi, oltre ad idonee condizioni di temperatura, acidità, presenza (o assenza) di ossigeno, disponibilità di nutrienti, ecc., necessitano assolutamente di acqua.
La presenza di acqua, non tanto in termini di quantità, quanto in termini di disponibilità dell'acqua stessa, può quindi determinare la deteriorabilità di un prodotto alimentare.
Poiché la citata libertà si traduce in disponibilità per i processi biologici ed enzimatici che richiedono acqua, ecco che il parametro attività dell'acqua, ancorché utile in una serie di altre svariate problematiche, entra principalmente in gioco quando si tratti di stabilità e di sicurezza degli alimenti.

## Acqua libera
Affrontando problemi di conservazione di sostanze alimentari, più che all'umidità del prodotto (che si riferisce alla quantità totale di acqua contenuta), è più corretto riferirsi alla cosiddetta acqua libera, a quella cioè che, non essendo vincolata da particolari legami con i costituenti solubili dell'alimento, è utilizzabile nel metabolismo microbico.
La differenza tra acqua totale ed acqua libera si può facilmente intuire pensando ad un frutto, facilmente deperibile per la disponibilità di quasi tutta l'acqua contenuta, e ad una sua marmellata dove i legami tra acqua e zuccheri fanno sì che l'acqua libera sia una piccola frazione dell'acqua presente, al punto che, se si escludono alcuni tipi di muffe particolarmente poco esigenti, i microrganismi non riescono ad aggredirla, con il risultato di una particolare stabilità nel tempo.

## Definizione
L'attività dell'acqua si indica con il simbolo {\displaystyle a_{w}} (da water activity) e si definisce come:
{\displaystyle a_{w}={\frac {P}{P_{0}}}}
dove P è la pressione di vapore dell'acqua nel prodotto e {\displaystyle P_{0}} è la pressione di vapore dell'acqua pura,  per una medesima temperatura.
Da un punto di vista chimico l'attività dell'acqua si può definire in relazione alla sua frazione molare, cioè al rapporto tra il numero di moli (o grammomolecole) di acqua ed il numero di moli totale nel prodotto:
{\displaystyle a_{w}=y_{a}\cdot {\frac {n_{w}}{n_{t}}}}
dove   {\displaystyle y_{a}} , coefficiente di attività,  tende ad 1 con la diluizione.
L'attività dell'acqua può assumere quindi valori che vanno da 0 (sostanza secca al 100%) ad 1 (acqua pura).
La proliferazione della maggior parte dei batteri viene inibita a valori di {\displaystyle a_{w}} inferiori a 0,90, mentre solo alcuni tipi di muffe riescono a riprodursi fino a valori di 0,60.

## Isoterme di adsorbimento

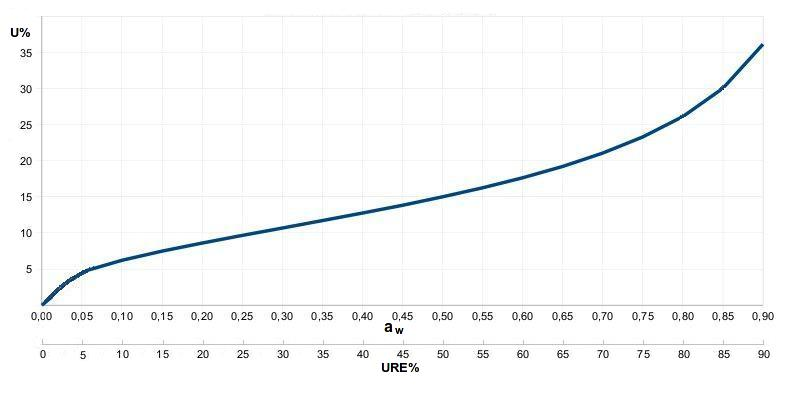
Esempio di curva isoterma di adsorbimento dell'acqua in un prodotto alimentare dove U% = Umidità del prodotto, ' = Attività dell'acqua, URE% = Umidità relativa dell'ambiente all'equilibrio

Quando il prodotto è in equilibrio con l'ambiente circostante, cioè non cede né assorbe umidità dall'ambiente, il valore dell'attività dell'acqua coincide con l'umidità relativa divisa per 100. Questa correlazione viene sfruttata per la misurazione di {\displaystyle a_{w}}; si può infatti costruire, per ogni prodotto e per ogni valore costante di temperatura, una curva che mette in relazione l'umidità (acqua) del prodotto con l'umidità relativa dell'ambiente all'equilibrio (pari a 100 {\displaystyle a_{w}}).